# نیکولای گیکالو
نیکولای فیودروویچ گیکالو (روسی: Николай Фёдорович Гикало؛ ۸ مارس ۱۸۹۷ – ۲۵ آوریل ۱۹۳۸) یک سیاست‌مدار و انقلابی اوکراینی اهل اتحاد جماهیر شوروی بود.
وی در ۱۹۱۵ به ارتش امپراتوری روسیه پیوست. 
در ژوئیه ۱۹۱۷ به عضویت حزب بلشویک در آمد. در جریان جنگ داخلی روسیه فرماندهی ارتش سرخ را در نبرد با ارتش سفید در منطقه قفقاز شمالی برعهده داشت. در سال ۱۹۲۰ تا ۱۹۲۱، گیکالو به ایران فرستاده شد و فرماندگی ارتش سرخ جمهوری شورایی سوسیالیستی گیلان را به عهده گرفت.
از آوریل تا ژوئن ۱۹۲۹ دبیر کل حزب کمونیست ازبکستان، از ۱۹۲۹ تا اوت ۱۹۳۰ دبیر کل حزب کمونیست آذربایجان و از ۱۸ ژانویه ۱۹۳۲ تا ۱۸ مارس ۱۹۳۷ دبیر کل حزب کمونیست بلاروس بود. وی در جریان پاکسازی بزرگ دستگیر شد، به توطئه علیه دولت شوروی متهم شد و در ۲۵ آوریل ۱۹۳۸ اعدام شد.
یک شهر در چچن به نام او نام‌گذاری شده است.
وی همچنین برندهٔ جوایزی همچون درجه پرچم سرخ و نشان لنین شده است.